# EBA (芸能プロダクション)
株式会社EBA（エバ）は、日本の芸能プロダクション。

## 概要
芸能部門のEBAプロダクション。関係者や業界などにおいては、社名を通常「エバ」と発音することが多い。
会社所在地はかつて東京都港区六本木7丁目4番1号に存在しており、芸能事務所「研音」の本社ビルと同じ住所であったが、研音との資本・提携関係は一切無い。
現在の会社所在地は 東京都足立区小台2-10-18。
2021年現在、EBAプロダクション公式ホームページは2012年以後の更新の形跡が無く、活動の実態は不明瞭である。
社名は「Emotional Beauty Artist」に由来する。

## 主な所属タレント

### タレント
- 青山たまみ
- 岡田未来
- 岡野麻美
- 金澤友紀
- 小池凛
- 矢口海
- 菊池由香
- 松田侑子
- 吉野ひろみ
- 雪乃りお
- 川田穣二
- 熊谷博一
- 白川峻
- 濱坂輝之
- 福井アキラ
- 岡田未来
- 菊池悠貴

### モデル
- 茂木里奈

### 歌手
- 月森早花
- 星野侑希

### 声優
- 伊東愛叶
- 伊吹
- 木村いくみ
- 久住直人
- 仁
- 本田麻衣花
- 夢咲ゆりあ

## かつて所属していたタレント・俳優・モデル・歌手・コメディアン・声優

### 声優
- 吉冨かなえ
- 初芝湯機
- 関隆行

### タレント
- 田代綾夏（現在はネットアージュに所属）